# Chilicola erithropoda
Chilicola erithropoda là một loài Hymenoptera trong họ Colletidae. Loài này được Toro & Moldenke mô tả khoa học năm 1979.